# オスプレイ級機雷掃討艇
オスプレイ級沿岸機雷掃討艇（オスプレイきゅうえんがんきらいそうとうてい、英語: Osprey-class coastal minehunter）は、アメリカ海軍が運用していた機雷掃討艇。同型艇は12隻。

## 設計
当初ノルウェー海軍がアルタ級掃海艇で実現したのと同様の表面効果翼船（SES）のカーディナル級機雷掃討艇を計画していたが、機雷爆発により発生する衝撃に対する不安等からキャンセルされ、代わりにイタリアのレリチ級機雷掃討艇をベースにした本級が整備されることになった。レリチ級を拡大したような外観であり、船型は長船首楼型、船体構造も同様にガラス繊維強化プラスチック（GFRP）によるモノコック構造となっている。
主機関としてはイソッタ・フラスキーニ社製ID36 SS8V-AM V型8気筒ディーゼルエンジンが搭載される。水中放射雑音低減のため、主機関は架台上に設置されている。また低速時には180馬力の補助電動機2基による電気推進を使用するほか、定点保持のためバウ・スラスターも備えている。

## 装備
装備面では、先行するアヴェンジャー級掃海艦と同様、AN/SQQ-32可変深度ソナーとAN/SLQ-48自走式機雷処分具を搭載する。ただしレリチ級やアヴェンジャー級と異なり、係維掃海具や感応掃海具は搭載せず、機雷掃討に特化している。
AN/SQQ-32はアメリカのレイセオン社とフランスのトムソン・シントラ社により開発された機雷探知機で、機雷探知機能はレイセオン社の技術に基づいて35キロヘルツの周波数を使用しており、5本の垂直ビームによって全周にわたって海面から海底までを捜索できる。一方、機雷類別機能はトムソン・シントラ社の技術に基づいて445-650キロヘルツの周波数を使用しており、0.13度の分解能を誇っている。
AN/SLQ-48機雷処分具（mine neutralization system, MNS）はハネウェル社によって開発されたもので、深々度機雷に対処する必要から、海上自衛隊のS-7などと同様の母艇給電方式を採用している。運用深度は推定500メートル、速力6ノットで、機雷類別用の高解像度ソナーとビデオカメラを備えている。

## 配備
全艦2006年から2007年にかけてアメリカ海軍より退役した後、各国に引き渡されている。ギリシャ海軍、エジプト海軍は各2隻を受領した。2008年4月29日トルコへ1隻引き渡すことが議会により承認された。その後、トルコに対する2隻目と台湾に対する2隻の販売が認可された。2010年9月28日、台湾に対する3隻目の輸出について米上下両院での承認が得られた。2010年9月29日に米国上院がインド海軍に対する2隻の販売を承認したとインドのメディアで報じられた。  2012年8月10日、台湾の左営港においてオスプレイ級2隻の台湾到着を記念する式典が挙行されたが、正式な再就役は同年10月を予定している。
| アメリカ海軍 | アメリカ海軍                      | アメリカ海軍   | アメリカ海軍 | アメリカ海軍 | 退役後       | 退役後     | 退役後             |
| #            | 艦名                              | 造船所         | 就役         | 退役         | 再就役先     | #          | 艦名               |
| ------------ | --------------------------------- | -------------- | ------------ | ------------ | ------------ | ---------- | ------------------ |
| MHC-51       | オスプレイ USS Osprey             | インターマリン | 1993年       | 2006年       |              |            |                    |
| MHC-52       | ハーロン USS Heron                | インターマリン | 1994年       | 2007年       | ギリシャ海軍 | M64        | Calypso            |
| MHC-53       | ペリカン USS Pelican              | エイボンデール | 1995年       | 2007年       | ギリシャ海軍 | M61        | Euniki             |
| MHC-54       | ロビン USS Robin                  | エイボンデール | 1996年       | 2006年       |              |            |                    |
| MHC-55       | オリオール USS Oriole             | インターマリン | 1995年       | 2006年       | 中華民国海軍 | MHC- 1310  | 永靖 ROCS Yung Jin |
| MHC-56       | キングフィッシャー USS Kingfisher | エイボンデール | 1996年       | 2007年       | インド海軍   | 売却承認済 | 売却承認済         |
| MHC-57       | コルモラン USS Cormorant          | エイボンデール | 1997年       | 2007年       | インド海軍   | 売却承認済 | 売却承認済         |
| MHC-58       | ブラックホ-ク USS Black Hawk      | インターマリン | 1996年       | 2007年       |              |            |                    |
| MHC-59       | ファルコン USS Falcon             | インターマリン | 1997年       | 2006年       | 中華民国海軍 | MHC- 1311  | 永安 ROCS Yung An  |
| MHC-60       | カーディナル USS Cardinal         | インターマリン | 1997年       | 2007年       | エジプト海軍 |            | Shareen            |
| MHC-61       | レイヴン USS Raven                | インターマリン | 1998年       | 2007年       | エジプト海軍 |            | al Faruq           |
| MHC-62       | シュライク USS Shrike             | インターマリン | 1999年       | 2007年       |              |            |                    |